# Morina lorifolia
Morina lorifolia là một loài thực vật có hoa trong họ Kim ngân. Loài này được C.Y. Cheng & H.B. Chen mô tả khoa học đầu tiên năm 1991.